# Decatur (Illinois)
Decatur – miasto w Stanach Zjednoczonych, w hrabstwie Macon, w środkowej części stanu Illinois. Według danych z 2021 roku, w Decatur mieszka 69,6 tys. mieszkańców, oraz 102,4 tys. w obszarze metropolitalnym. 
Od 1901r. w mieście działa uniwersytet.

## Gospodarka
Miasto ma długą tradycję opartą na przetwarzaniu i produkcji towarów przemysłowych i rolniczych, w tym północnoamerykańską siedzibę konglomeratu rolniczego Archer Daniels Midland. W mieście rozwinął się przemysł środków transportu, maszynowy oraz spożywczy.

## Demografia
Według danych pięcioletnich z 2020 roku, 70,2% mieszkańców stanowili Biali (68,3% nie licząc Latynosów), 22,6% to Czarni lub Afroamerykanie, 5,4% deklarowało przynależność do dwóch lub więcej ras, 1,1% to Azjaci, 0,24% to rdzenna ludność Ameryki i 0,08% to Hawajczycy i osoby pochodzące z innych wysp Pacyfiku. Latynosi stanowili 2,7% ludności miasta.

## Religia
W 2020 roku do największych grup obszaru metropolitalnego Decatur należały:
- Kościół katolicki – 9748 członków w 6 parafiach
- Kościoły zielonoświątkowe (gł. Kościół Poczwórnej Ewangelii) – ok. 9 tys. członków w 19 zborach
- Kościół Luterański Synodu Missouri – 5005 członków w 6 zborach
- Kościoły baptystyczne – ok. 5 tys. członków w 28 zborach
- lokalne bezdenominacyjne zbory ewangelikalne – 4500 członków w 14 zborach
- Kościoły Chrystusowe – 4173 członków w 12 zborach
- Kościoły metodystyczne – 3286 członków w 20 kościołach.

## Ludzie urodzeni w Decatur
- Alison Krauss (ur. 1971) – piosenkarka i skrzypaczka
- Stephen E. Ambrose (1936–2002) – historyk i pisarz
- John Doe (ur. 1953) – muzyk i aktor
- Steve Hunter (ur. 1948) – gitarzysta